# Ole Kornerup-Bang
Ole Kornerup-Bang (24. juli 1917 i København - februar 2000) var en dansk arkitekt, der blandt andet fungerede som fast arkitekt for Aage V. Jensen.
Kornerup-Bang, der i 1938 blev uddannet murersvend med bronzemedalje fra Århus Tekniske Skole, tog afgangseksamen fra Kunstakademiets Arkitektskole i 1941. Han drev egen tegnestue i København frem til 1982; i årene 1943-1971 i partnerskab med Paul Hauge. I 1982 kom Ole Kornerup-Bang til Tri Consult i Rødovre, hvor han blev til sin pensionering i 1993. 
Som nyuddannet tegnede han særligt enfamiliehuse i Københavns omegnskommuner, men tidligt kom han til at arbejde med projektering og udformning af boligområder – særligt række- og kædehuse. Han eksperimenterede også med elementbyggeri. I 1980'erne stod han bag mange institutionsbyggerier, mens han senere arbejdede med planlægning af saneringer på blandt andet Amager og Vesterbro. I sine sidste aktive år udførte han desuden en del fabriksbyggeri.
Han udstillede talrige gange på Charlottenborg Forårsudstilling og Kunstnernes Efterårsudstilling.
Desuden tegnede han sammen med Poul Hauge Klokkestablen, der blev indviet på Skamlingsbanken i 1948.